# Симон, Клаус
Клаус Симон (нем. Klaus Simon; род. 1949, Бад-Годесберг, Северный Рейн-Вестфалия) — немецкий скульптор-абстракционист.

## Жизнь и творчество
Клаус Симон начал изучать художественное творчество в 1975 году, поступив в Кёльнскую Школу искусств и дизайна. Продолжил обучение в Боннском университете по предметам «история искусств» и «философия». В 1976—1982 посещает также Дюссельдорфскую Академию искусств. После 1982 года живёт и работает как свободный художник в Крефельде. В 1983—1986 годы преподавал скульптуру в Дюссельдорфской Академии. В 1984 году Симон получает рабочую стипендию от Художественного фонда города Бонн. Как член Германского союза художников он участвует в ежегодных выставках союза — в 1993 году в дрезденском Альбертинуме и в 1994 в Технозеуме Мангейма. В 1991—1995 годы скульптор занимается преподаванием от Национального высшего института культуры
(«Institut National Supérieur des Arts et de l’action culturelle») в Абиджане (Берег Слоновой Кости).
Как скульптор Клаус Симон использует материалом для своих работ дерево, как правило павших деревьев[уточнить], и камень. В 1989 году он выполняет памятник Карлу фон Осецкому в Берлине-Панков. В 2004 году, будучи приглашённым на симпозиум скульпторов в Хейденхейме-на-Бренце, он создаёт скульптуру «Бремя» из массивных деревянных балок высотой в 8 метров, восьмиугольник с куполом наверху в виде крыши. В 2009 году он создаёт соборный алтарь для города Гмюнд, выполнив его из местного, возрастом в 150 лет, красного дуба.

## Галерея

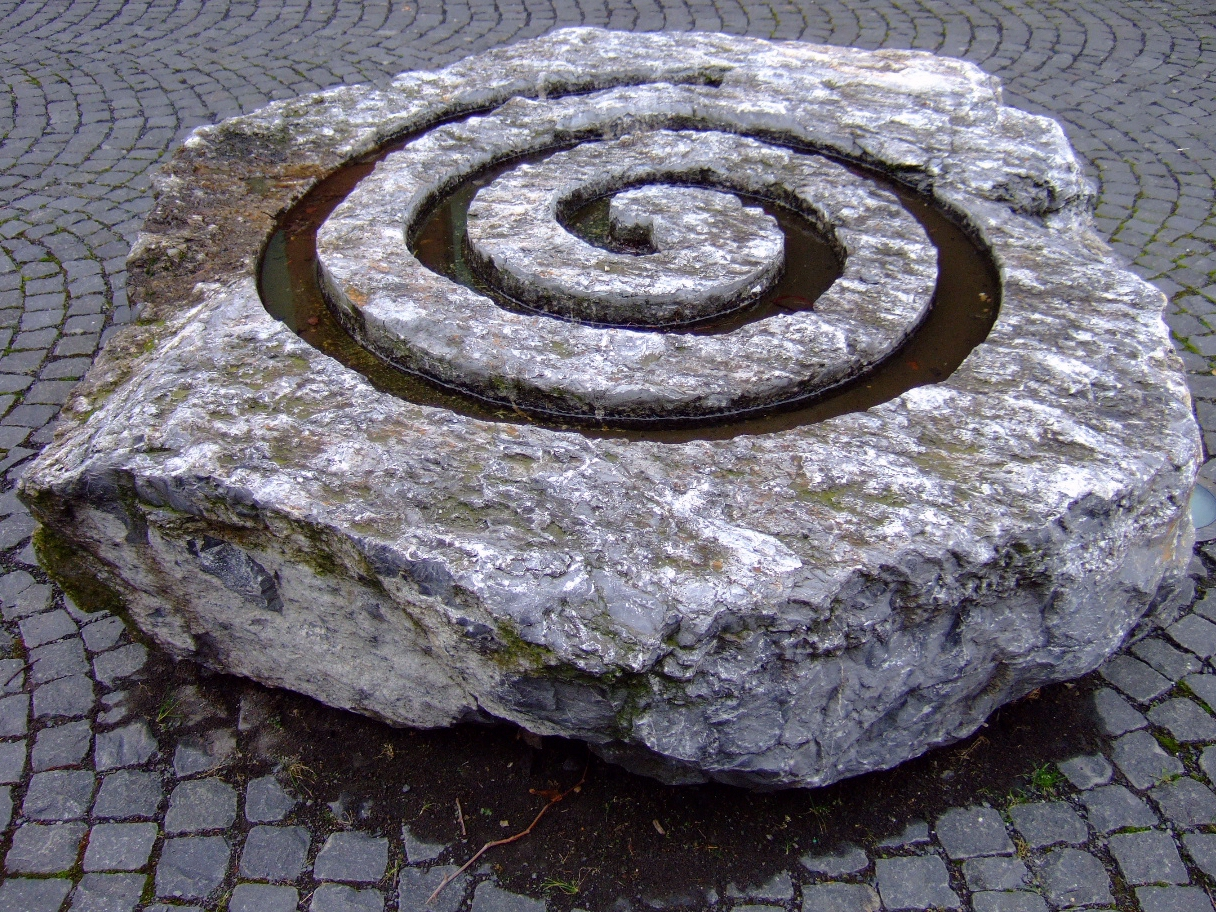
Каменья - под N.N. (2001), Бонн
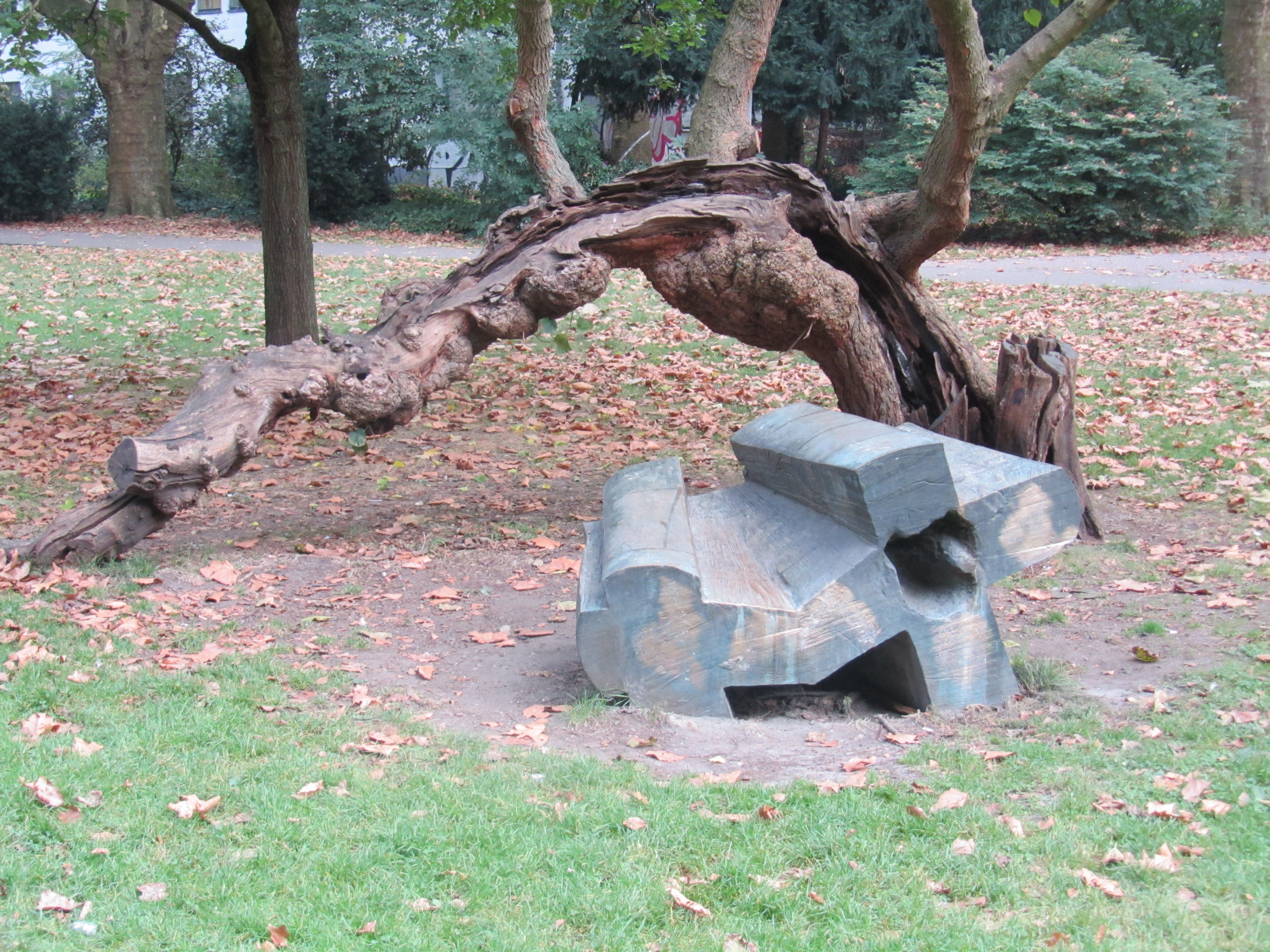
Скульптура для дерева  (1989/1990), музей Лембрук, Дуйсбург.
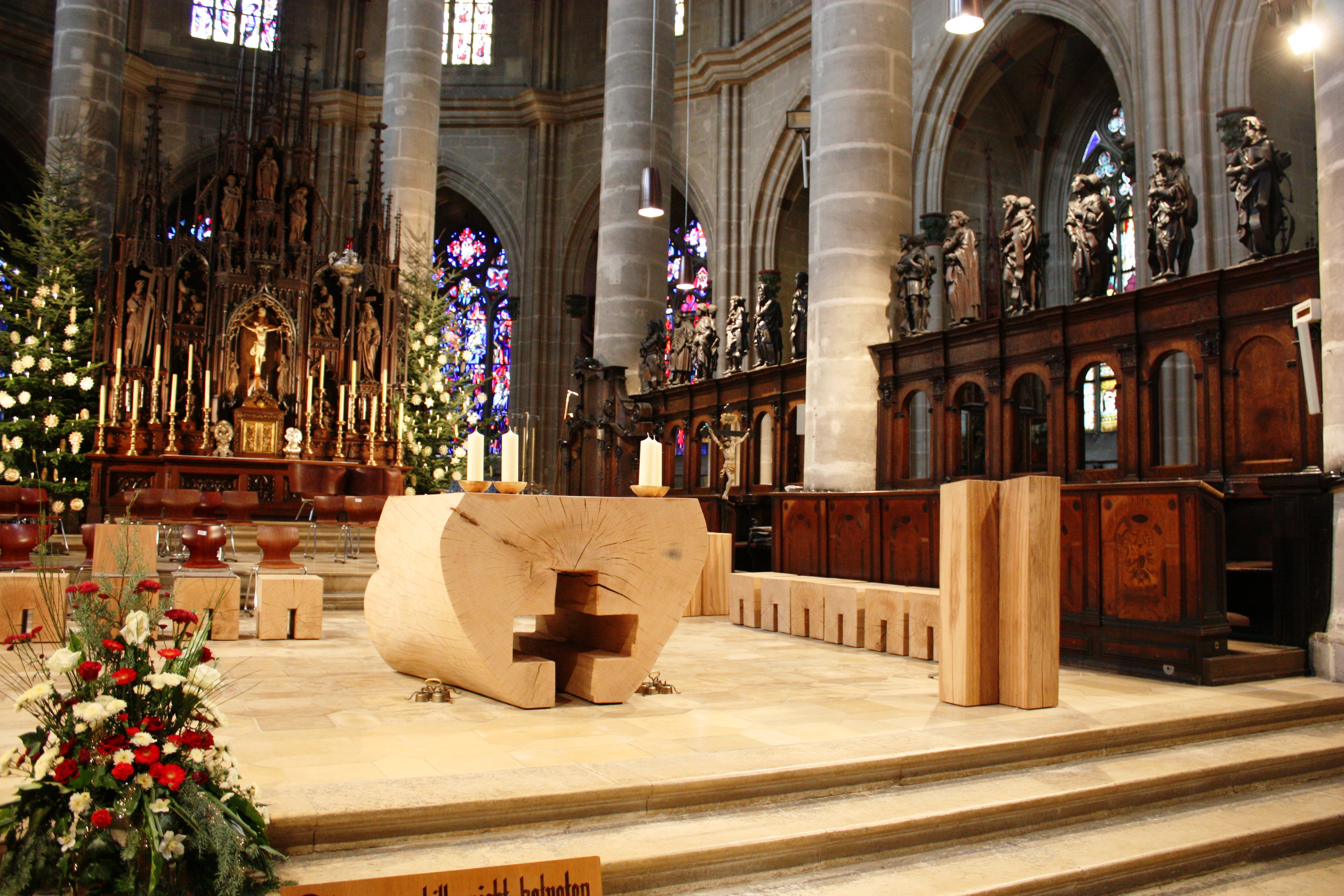
Деревянный алтарь в соборе города Гмюнд
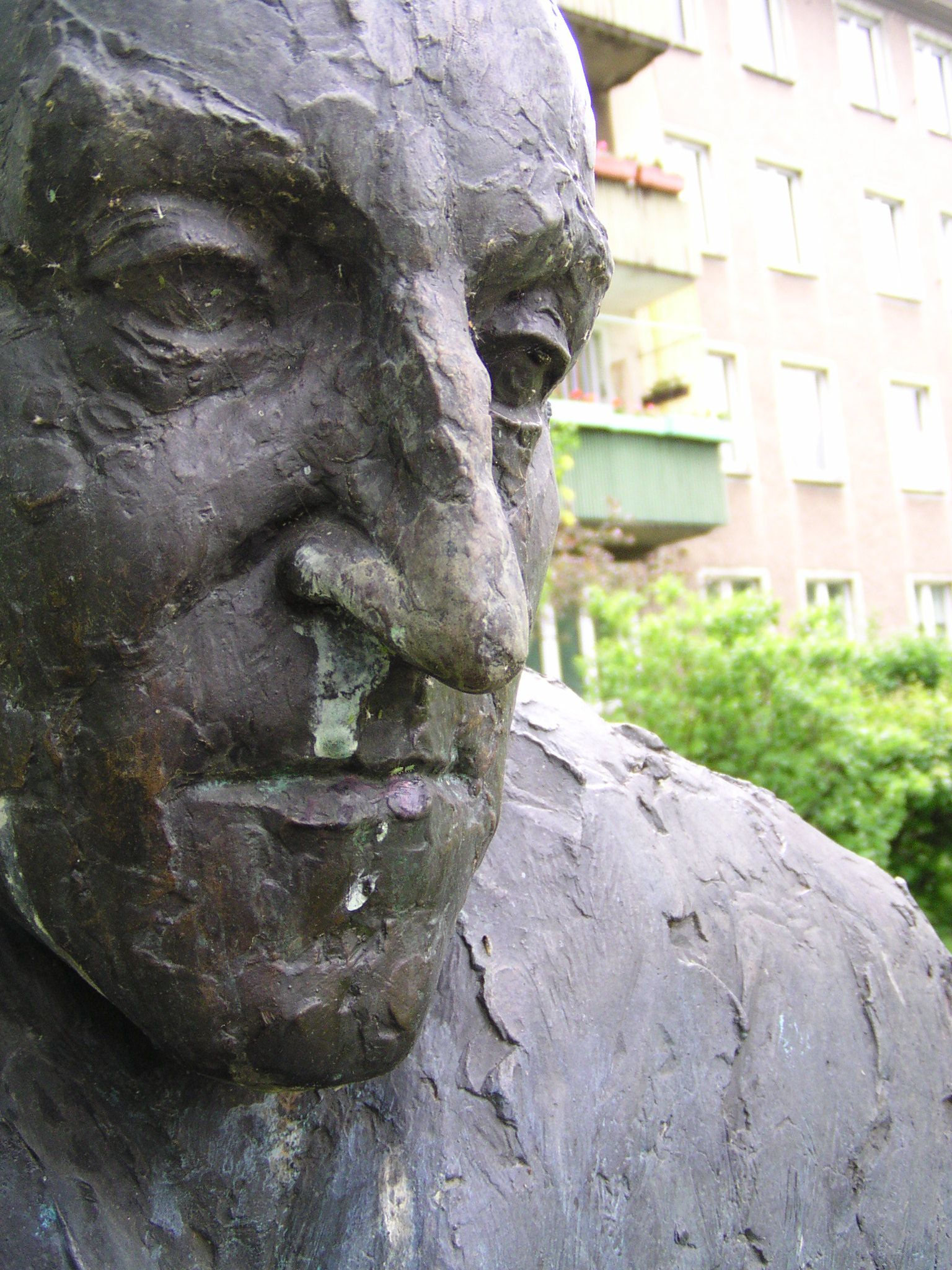
Памятник Карлу фон Осецкому, Берлин (деталь).
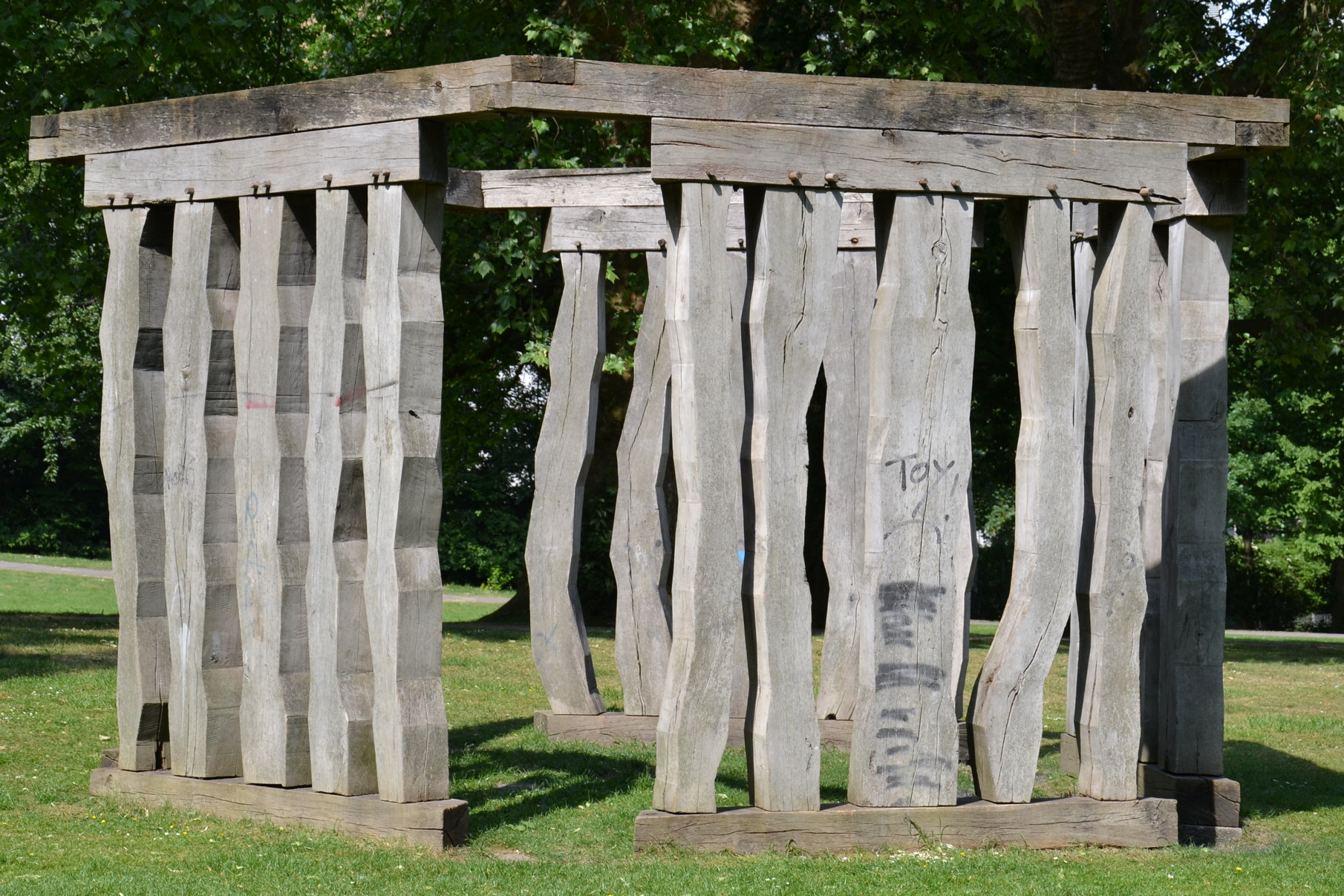
Городской парк, Эссен.

## Награды
- Поощрительная премия «Изобразительное искусство города Дюссельдорф» (1986)

## Персональные выставки (избранное)
- Биеннале, Венеция
- Артотека союза художников, Бонн, Bonn (1990)
- музей Лембрук, Дуйсбург (1992).